# 祝福
祝福（しゅくふく）とは、
- 神が自らの恵み（恩寵）を授けること。
- 神への賛美や信仰の共有を前提に、神の恵みを他者にとりなすこと。

## 概要
祝福は他者への親愛の表現であるとともに祝福者の信仰告白であり、もたらされる恵みの授与者は神である。この点で、信仰告白を伴わず、自力で霊的影響力を直接・間接に行使する呪術と区別される。
祝福の恵みの源を神に帰する行為は聖別に通じる。よって教会により秘跡・準秘跡として行われる祝福行為に「祝別」という語が使われる。
神に祝福を求め取り成す行為は祈りに通じる。そのため、祝福を求める祈りを「祝祷」と呼び、行為者の謙遜から祝福という表現が憚られたものと解され、事実上は「祝福」と同意に用いられる。

### 旧約聖書に見る祝福
旧約聖書において「祝福」と訳されているヘブライ語の בְּרָכָח /berakah/ は「救済に満ちた力を付与する」を原意とする。贈物や和解の意味も持ち、動詞 בָּרַךְ /barak/ としては「祝福する」以外にも感謝する、などの意であり、物質的なものが祝福の中心だった。代表的なものでは「子が生まれる」ということの中に見られた。創世1：28では神が人間を祝福した（生めよ。ふえよ。地を満たせ）。この祝福はノアと彼の子孫に（創世9：1）に引き継がれ、ユダヤ人は、子供の誕生は神の祝福を受けることと考えた。
神は、子孫の繁栄、土地の継承、全人類の祝福の源になるという約束をアブラハムに与えた（創世12：3）。この約束は，イサク（創世22：17）からヤコブへ（創世28：14）、そしてユダへ（創世49：10）、ボアズ、エッサイ、ダビデへと継承し、最終的にイエス・キリストの降誕において成就した。
神は、人が自分自身を祝福することを禁じているが（申命29：19，20）、祝福は人からもたらされるという側面を持つ。モーセは家族を祝福し、ダビデは民衆をたびたび祝福した（I歴代16：2、43）。さらに祭司は、主の御名による祝福をする役割を担っていた（レビ9：22、申命21：5、II歴代30：27）。
祝福の対は呪いである。主の命令に聞き従うならば祝福されるが、従わなければ呪われるのである（申命11：26‐28、マラキ2：2）。

### 新約聖書にみる祝福
祝福と訳出されるギリシャ語（コイネー）には εὐλογία /eulogia/（賛美）、/agathos/（良い）、μακάριος /makarios/（幸いな）がある（括弧内は同語の他意を示す）。新約聖書の思想では、アブラハムが受けた祝福はクリスチャンに継承され（ガラテヤ3：8、9）、「キリストと共同の相続人」となった（ローマ8：17、テトス3：7）。
キリストは最後の晩餐において、パンを祝福した（マタイ26：26）。さらに弟子たちの足を洗い、彼らもそのようにするなら祝福される、と教えた。そしてキリストは「あなたをのろう者を祝福しなさい」（ルカ6：28）と、旧約にはない新しい戒めを説いた。またパウロも「迫害する者を祝福しなさい」と勧め（ローマ12：14），自らも「はずかしめられるときにも祝福した」と語っている（Iコリント4：12）。
「祝福」という語は、旧新約聖書をあわせると260回以上も登場する（口語訳聖書）。

### 祝祷
祝祷（しゅくとう）は祈りの様式、礼拝術語の一つ。元来は個人的に、特定の人物を祝福する場合にも用いられた語であるが（創世27：27-29など）、現在の意味では礼拝後に教職者によって行われる要素を指す場合が多い。
代表的な祝祷には「アロンの祝祷」（民数6：24‐26）がある。今日の礼拝でもしばしば行われる姿勢は「アロンが民に向かって両手を上げ、彼らを祝福した」（レビ9：22）という記述に基づいてのことである。
一般的な祝祷文は、IIコリント13：13であるが、他にもヘブル13：20，21、ローマ15：13、ユダ24、25節などが存在する。また「平安がありますように」というような短文のものもある（Iペテロ5：14，IIIヨハネ15節）。新約聖書の使徒的祝祷文は三位一体の神を強調するのが特徴である。